# Francesco Laudadio
Francesco Laudadio (Mola di Bari, 2 gennaio 1950 – Bologna, 6 aprile 2005) è stato un regista cinematografico e televisivo, oltre che scrittore italiano.

## Biografia
A 18 anni è il principale leader del Movimento studentesco di Bari nel 1968-70, poi dirigente del Partito comunista italiano fino al 1975. Laureato in filosofia, fratello di Felice Laudadio, abbandona l'attività politica militante a fine 1975 e, trasferitosi da Bari a Roma, si avvicina al cinema nel 1976 lavorando prima come segretario di edizione e di produzione e subito dopo come aiuto regista di Ettore Scola, Alberto Sordi, Pasquale Squitieri, Gianni Serra, Sergio Leone e soprattutto Mario Monicelli. Nel 1992 fonda la propria casa di produzione cinematografica, la Filmola srl, con la quale coprodurrà alcuni dei film da lui scritti e diretti e avvierà la produzione di altre opere cinematografiche dirette dalla regista tedesca Margarethe von Trotta, fra le quali La promessa, film d'apertura del Festival del cinema di Berlino nel 1995 e candidato dalla Germania per il Premio Oscar nello stesso anno.
Esordisce alla regia nel 1982 con Grog, in concorso alla Mostra del Cinema di Venezia nel 1982, vincitore al Festival internazionale del cinema di San Sebastián e di un David di Donatello. Autore attento alle problematiche del nostro tempo, in dieci anni firma cinque film di buon interesse e successo, tra i quali  Fatto su misura, che affronta un tema scottante come la fecondazione artificiale, Topo Galileo, una delle poche interpretazioni al cinema di Beppe Grillo, e La riffa, girato interamente a Bari e libero rifacimento di un celebre episodio di Boccaccio '70 con Monica Bellucci - al suo debutto nel cinema - nel ruolo che fu di Sophia Loren.
Collabora alla sceneggiatura per due film di produzione francese, approda in televisione come regista di due film e alcuni episodi del serial Il mastino, sul grande schermo torna per l'ultima volta nel 2004 con Signora, un dramma sentimentale ambientato durante il fascismo.
Colpito da una grave malattia, muore all'età di 55 anni, poco dopo aver diretto il film Signora.
Nel 2007 è stato pubblicato da Sellerio Editore il suo romanzo postumo Scrivano Ingannamorte, con una prefazione di Andrea Camilleri e una postfazione di Piero Di Siena . Ancora postumo è stato pubblicato dalla Fondazione Francesco Laudadio, creata in suo onore, il suo libro La sirena delle 10. Cronaca dell'organizzazione degli scioperi operai del marzo 1943 a Torino con prefazione di Maurizio Landini, introduzione di Alexander Hoebel e una nota di Piero Di Siena. Il volume è stato ripubblicato nel 2024 con prefazione di Gianfranco Pagliarulo (edizioni Bordeaux). Sempre la Fondazione Laudadio ha pubblicato la sceneggiatura del film Intifada di Francesco Laudadio, Giorgio Arlorio e Emile Habibi, e il volume Francesco Laudadio fra politica e cinema di Eleonora Zonno (2011). Sull'opera cinematografica di Laudadio sono state incentrate alcune tesi di laurea presso l'Università degli Studi Aldo Moro di Bari.

## Filmografìa

### Regista e sceneggiatore

#### Cinema
- Grog (1982)
- L'addio a Enrico Berlinguer, co-regia collettiva – documentario (1984)
- Fatto su misura  (1985)
- Topo Galileo (1988)
- La riffa (1991)
- Persone perbene (1992)
- Roma 12 novembre 1994 – cortometraggio (1995)
- Un addio nel west, episodio di Esercizi di stile (1996)
- Donne, episodio di Alfabeto italiano – cortometraggio (1998)
- Signora (2004)

#### Televisione
- L'ultimo concerto – film TV (1996)
- Il mastino – miniserie TV (1997)
- Marco e Giulia. Inviati speciali – film TV (2001)

### Collaborazioni
- Signore e signori, buonanotte, regia di Ettore Scola, Mario Monicelli, Luigi Comencini e Luigi Magni (assistente regista) (1976)
- Un borghese piccolo piccolo, regia di Mario Monicelli (segretario di edizione) (1977)
- Il prefetto di ferro, regia di Pasquale Squitieri (segretario di edizione) (1977)
- Il nero muove, regia di Gianni Serra (aiuto regista) (1977)
- Viaggio con Anita, regia di Mario Monicelli (aiuto regista) (1978)
- Temporale Rosy, regia di Mario Monicelli (aiuto regista) (1979)
- Camera d'albergo, regia di Mario Monicelli (aiuto regista) (1980)
- La promessa (Les années du mur), regia di Margarethe von Trotta (ideazione e avviamento produzione) (1995)
- Le persone normali non hanno niente di eccezionale (Les gens normaux n'ont rient d'exceptionnel), regia di Laurence Ferreira Barbosa (collaborazione alla sceneggiatura) (1996)

## Riconoscimenti
- David di Donatello
  - 1983 – David di Donatello per il miglior regista esordiente per Grog

- Globo d'oro
  - 2005 – Globo d'oro della stampa estera per Signora

- Festival internazionale del cinema di San Sebastián
  - 1982 – Gran premio del Pubblico per Grog

## Tributi
A partire dal 2009 il Bif&st di Bari assegna un Premio intitolato a Francesco Laudadio per la migliore opera prima tra i film del festival.